# بهشية نارية
البَهْشِيِّة النارية (باللاتينية: Ilex ignicola) نوع نباتي يتبع جنس البهشية من الفصيلة البهشية.
موطنها فنزويلا.